# Harry Hammond Hess
Harry Hammond Hess (24 de mayo de 1906 – 25 de agosto de 1969) fue un geólogo estadounidense, oficial de la Marina de Estados Unidos a partir de la Segunda Guerra Mundial. Su principal logro fue la fundamentación de la tectónica de placas a partir de sus estudios sobre la expansión del fondo oceánico.

## Semblanza
Hess acompañó a Dr. Felix Vening Meinesz de la Universidad de Utrecht a bordo del submarino USS S-48 de la Marina de los Estados Unidos para colaborar con la segunda expedición de los EE. UU. destinada a obtener mediciones de gravedad en el mar. El submarino realizó un recorrido de observación gravimétrica y regresó a la base de Guantánamo entre febrero y marzo de 1932. La descripción de las operaciones y los resultados de la Expedición fueron publicados por la Armada y la Universidad de Princeton ese mismo año.
Hess se unió a la Oficina Hidrográfica de la Marina de los Estados Unidos durante la Segunda Guerra Mundial, convirtiéndose en capitán del Cape Jonhson, un barco de transporte de ataque equipado con una nueva tecnología. Este cometido resultaría posteriormente un hecho clave en el desarrollo de su teoría tectónica, registrando cuidadosamente con el sonar datos del fondo marino del Océano Pacífico, de las Filipinas y de las Marianas, utilizando continuamente su buque. Este levantamiento científico improvisado en tiempo de guerra permitió a Hess recolectar perfiles de los fondos oceánicos a través del norte de Iwo Jima, con el resultado del descubrimiento de volcanes submarinos planos, a los que denominó guyots, en memoria del científico del siglo XIX Arnold Henry Guyot. Tras el final de la guerra, permaneció en la Marina de los Estados Unidos, donde alcanzó el grado de contraalmirante.
Es considerado uno de los "padres fundadores" de la teoría unificada de la tectónica de placas. Es especialmente conocido por sus teorías sobre la expansión del fondo oceánico, específicamente por sus trabajos sobre las relaciones entre los arcos insulares, las anomalías gravitacionales del fondo marino, y la peridotita serpentinizada, y la sugerencia de que la convección del manto terrestre era la fuerza impulsora de este proceso. Durante la década de 1950 ya se dispuso de numerosos registros magnéticos del fondo marino, en los que se revelaban de forma sistemática una serie de patrones reconocibles, similares a “rayas de cebra” simétricas en las dorsales mesoatlánticas. Estos patrones son provocados por conjuntos de franjas de roca dotadas de polaridades positivas y negativas alternas. Este trabajo proveyó la base conceptual necesaria para el desarrollo de la teoría de la tectónica de placas. El precursor de esta teoría fue Alfred Wegener, aunque fue fundamentada Harry Hess.

## Reconocimientos
La Unión Geofísica Americana estableció la medalla "Harry H. Hess" en su memoria en 1984, para "Honrar los logros excepcionales en investigación de la constitución y evolución de la Tierra y de sus planetas hermanos."

## Eponimia
- El cráter lunar Hess lleva este nombre en su memoria, honor compartido con el físico austríaco del mismo apellido Victor Franz Hess (1883-1964).